# SmartWings
Smart Wings es una aerolínea de bajo coste con sede en el Aeropuerto Internacional de Ruzyně, Praga, República Checa. Es filial de bajo coste de la compañía Travel Service Airlines. Opera servicios a varios destinos europeos.

## Historia
La aerolínea comenzó a operar en 2008 y es propiedad de la Travel Service Airlines, una subsidiaria propiedad del 85% del Grupo Icelandair.
Smart Wings adoptó el código IATA de la compañía aérea eslovaca Tatra Airlines, que estuvo funcionando después de cerrar en 1998.

## Flota

### Flota Actual
La flota de SmartWings está compuesta por los siguientes aviones, con una edad media de 13.7 años (a mayo de 2023):
| Aeronave         | En servicio | Pedidos | Pasajeros | Notas                                                 |
| ---------------- | ----------- | ------- | --------- | ----------------------------------------------------- |
| Airbus A320-200  | 2           | 0       | Y180      |                                                       |
| Boeing 737-7Q8   | 2           | 0       | Y140      |                                                       |
| Boeing 737-800   | 28          | 0       | Y189      | C-FYLC, C-FDBD, C-GOFW arrendados a Sunwing Airlines. |
| Boeing 737-9GJER | 2           | 0       | Y212      |                                                       |
| Boeing 737-8MAX  | 8           | 13      | Y189      |                                                       |
| Total            | 42          | 13      |           |                                                       |